# Café Filho
João Fernandes Campos Café Filho GCTE (3 tháng 2 năm 1899 - 20 tháng 2 năm 1970) là một chính khách Brasil, từng là Tổng thống thứ 18 của Brasil, lên nắm quyền sau khi tự tử của cựu Tổng thống Getúlio Vargas. Ông là người theo đạo Tin Lành đầu tiên nắm giữ chức vụ này.

## Tiểu sử
Café Filho, một luật sư, sinh ra ở Natal, Rio Grande do Norte, ngày 3 tháng 2 năm 1899. Ông là người sáng lập ra Jornal do Norte (1921), biên tập viên của O Correio de Bezerros ở thành phố Bezerros, Pernambuco (1923), Và giám đốc của tờ báo A Noite (1925), viết về những thứ sau đó, những bài báo mà ông yêu cầu những người lính, tập thể và sĩ quan trẻ tuổi từ chối chống lại cái gọi là "Coluna Prestes", kết quả là ông bị kết án 3 tháng trong nhà tù. Sau đó, ông trốn thoát đến Bahia năm 1927 dưới tên Senílson Pessoa Cavalcanti, nhưng cuối cùng trở lại Natal, nơi ông đầu hàng. Năm 1923, ông chạy đua cho chức vụ trong hội đồng thành phố Natal, nhưng thất bại.